# Chaironeia

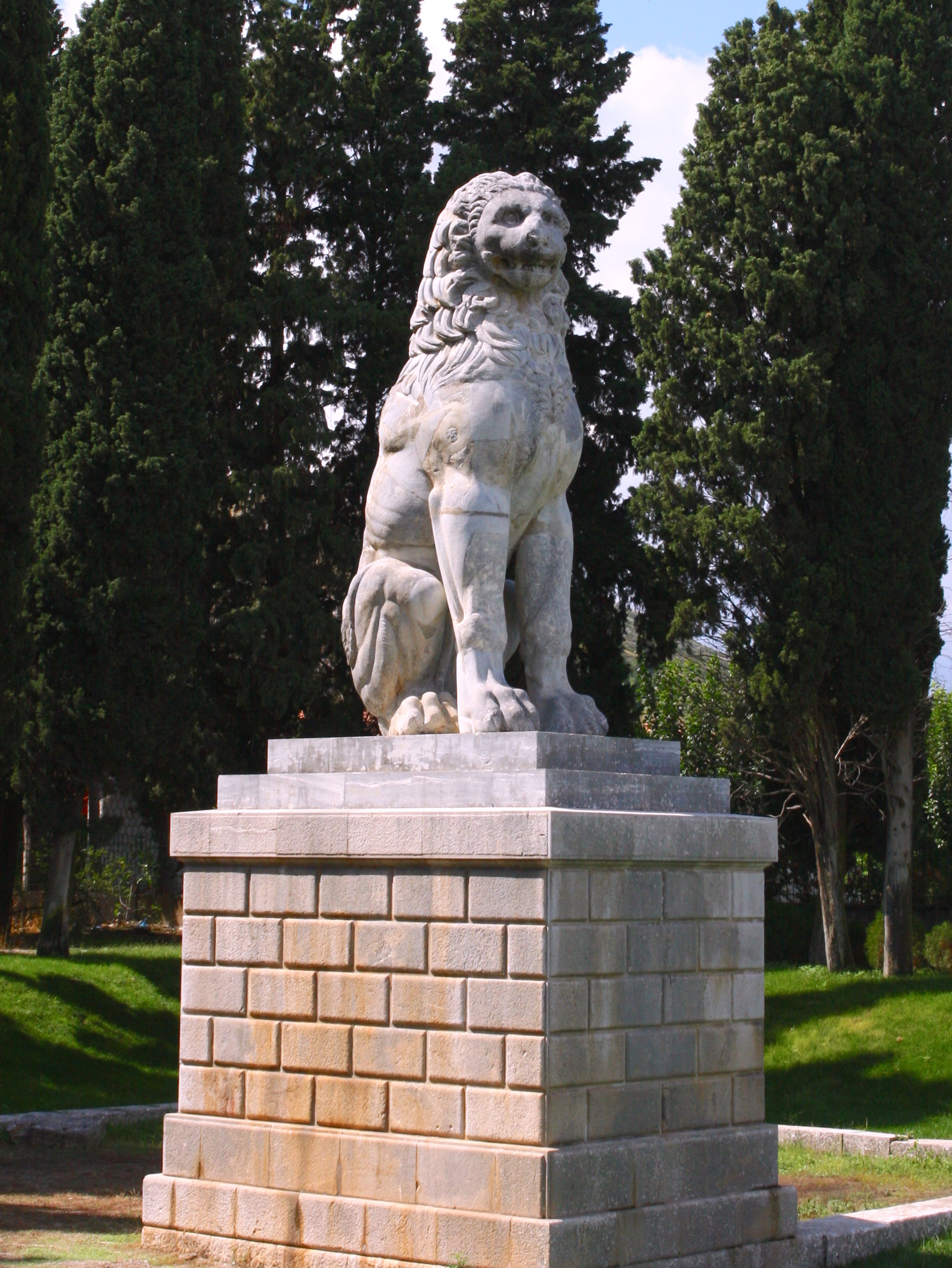
Der Löwe von Chaironeia

Chaironeia (altgriechisch Χαιρώνεια, lateinisch Chaeronea, deutsch auch Chäronea) war eine antike Stadt im Westen der Landschaft Böotien in Griechenland beim heutigen Cheronia in der Gemeinde Livadia. Die Stadt lag an der Grenze zur Phokis in einer Ebene am nördlichen Ausläufer des Berges Thurion im Tal des Kephisos.
Chaironeia gehörte bis zum 5. Jahrhundert v. Chr. zur Stadt Orchomenos, wurde später aber selbständig. In der Pentekontaetie kam es zu Auseinandersetzungen zwischen Athen und Verbannten der Böoter, die neben Chaironeia auch Orchomenos und andere Orte Böotiens besetzt hielten; dabei eroberten die Athener Chaironeia, versklavten die Bevölkerung und legten eine Besetzung dorthin. Bekannt ist der Name der Stadt vor allem durch den Sieg König Philipps II. von Makedonien über die griechischen Städte im Jahr 338 v. Chr. in der Schlacht von Chaironeia. Eine zweite Schlacht von Chaironeia fand 86 v. Chr. statt, als der römische Feldherr Sulla die Truppen Mithridates’ VI. von Pontos schlug.
Der Löwe von Chaironeia war Grundlage für die Rekonstruktion des Löwen von Amphipolis durch den Bildhauer Andreas Panagiotakes gewesen. Die Thebaner errichteten  338 v. Chr. ein Ehrengrab für die gezählten 254 Toten der Heiligen Schar, die unter einem steinernen Löwen auf einem Podest bestattet wurden. (Dabei handelte es sich wohl um 252 Körperbestattungen und 2 Brandbestattungen.)  Dieser 5,50 Meter hohe, auf einem Postament sitzende Löwe war auch von Pausanias 9,40,10 erwähnt worden. Im frühen 19. Jahrhundert wurde das Denkmal von den Griechen gesprengt, da sie die Bleiklammern für Gewehrkugeln benötigten. 1902 konnte man den Löwen aus den im Jahr 1818 gefundenen Bruchstücken, die ergänzt wurden, in situ wieder aufstellen. Dabei wurde auch der oben erwähnte Grabbezirk entdeckt.
Aus Chaironeia stammte der Schriftsteller Plutarch und der lokale Amtsträger und Heerführer Gnaeus Curtius Dexippus.